# Andrea Riley
Andrea Riley (Dallas, 22 luglio 1988) è un'ex cestista statunitense, professionista nella WNBA.

## Carriera
È stata selezionata dalle Los Angeles Sparks al primo giro del Draft WNBA 2010 con l'8ª chiamata assoluta.